# Гаддис, Реймон
Ре́ймон «Рей» Га́ддис (англ. Raymon "Ray" Gaddis; род. 13 января 1990, Индианаполис, Индиана, США) — американский футболист, защитник.

## Карьера

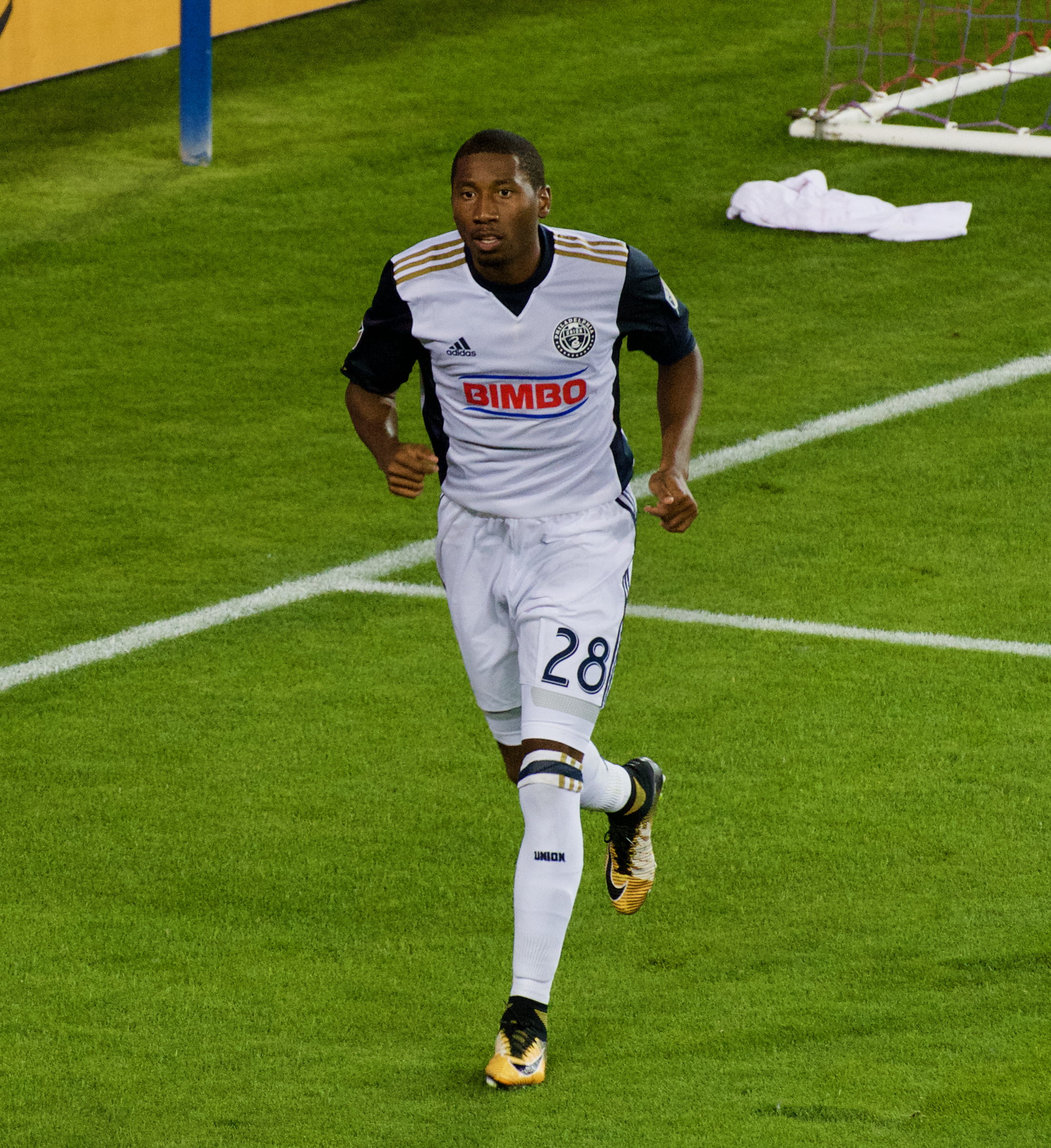
Гаддис в составе «Филадельфия Юнион»

В 2008—2011 годах Гаддис обучался в Университете Западной Виргинии по специальности «Междисциплинарные исследования», совмещая обучение с игрой за университетскую футбольную команду в Национальной ассоциации студенческого спорта.
В 2010 году он также выступал в Премьер-лиге развития ЮСЛ за клуб «Рединг Юнайтед», аффилированный с клубом MLS «Филадельфия Юнион».
12 января 2012 года на Супердрафте MLS 2012 Гаддис был выбран «Филадельфией Юнион» во втором раунде под общим 35-м номером. Клуб подписал контракт с ним 21 февраля. Его профессиональный дебют состоялся 14 апреля в матче против «Коламбус Крю». 10 сентября 2014 года он продлил контракт с «Филадельфией Юнион» до конца сезона 2016. В августе 2018 года Гаддис стал рекордсменом «Юнион» по количеству сыгранных минут. 9 января 2019 года он переподписал контракт с «Филадельфией», оставшись в клубе на восьмой сезон. 4 марта 2021 года Гаддис объявил о завершении футбольной карьеры. К этому времени он являлся рекордсменом «Филадельфии Юнион» по количеству сыгранных матчей — 221, и минут — 18 702.
5 января 2022 года Гаддис возобновил карьеру, подписав контракт с «Цинциннати» до конца сезона 2023 с опцией продления на сезон 2024. За «Цинциннати» он дебютировал 26 февраля в матче стартового тура сезона 2022 против «Остина». По окончании сезона 2023 «Цинциннати» отклонил опцию продления контракта с Гаддисом, но провёл переговоры с ним о новом контракте.

## Достижения
Командные
 «Филадельфия Юнион»
- Победитель регулярного чемпионата MLS: 2020

 «Цинциннати»
- Победитель регулярного чемпионата MLS: 2023